# Antv
antv (Andalas Televisi) este o rețea de televiziune indoneziană cu sediul în sudul Jakartei.

## Legături externe
- id  Site oficial Arhivat în 2 februarie 2006, la Wayback Machine.
- Antv pe Twitter